# 페이월

가상 뉴스 웹사이트의 "하드" 페이월 목업

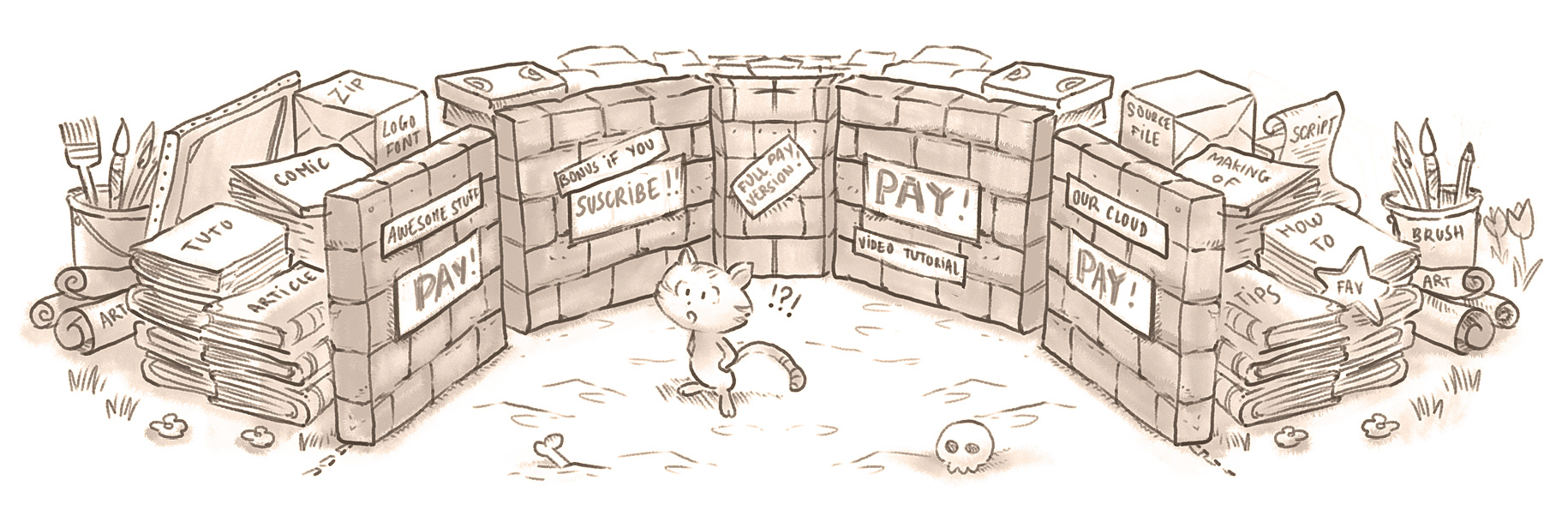
프랑스 예술가 데이비드 르부아의 "철학 03 페이월". 캐릭터 당근과 다양한 페이월이 그려져 있다. 페이월은 유료 구독을 하지 않는 사용자가 콘텐츠에 전혀 접근하지 못하게 하거나, 일정량의 콘텐츠에만 접근하게 하거나, 특정 콘텐츠에만 접근하게 할 수 있다.
왼쪽에서 두 번째 벽은 사용자에게 비용을 지불하라고 요구하는 대신, 전체 콘텐츠 접근을 위해 구독(또는 등록)을 요구한다.

페이월(paywall) 또는 유료화 벽은 콘텐츠에 대한 접근을 구매 또는 유료 구독으로 제한하는 방법으로, 특히 뉴스 콘텐츠에서 많이 사용된다. 2010년대 중반부터 신문사들은 유료 인쇄 구독자와 광고 수익의 수년간의 감소(부분적으로 광고 차단 사용 때문) 이후 수익 증대 방안으로 웹사이트에 페이월을 도입하기 시작했다. 학계에서는 연구 논문이 종종 페이월 뒤에 있으며, 구독하는 대학 도서관을 통해 이용할 수 있다.
페이월은 인쇄 구독자 수를 늘리는 방법으로도 사용되어 왔다. 예를 들어, 일부 신문사들은 온라인 접근만 제공하는 것보다 더 낮은 가격으로 온라인 콘텐츠 접근과 주말 인쇄판 배달을 함께 제공한다. 보스턴 글로브와 뉴욕 타임스와 같은 신문 웹사이트는 이러한 전략을 사용하여 온라인 수익과 인쇄 발행 부수(이는 결국 더 많은 광고 수익을 제공함)를 모두 증가시킨다.

## 역사
1996년, 월스트리트 저널은 "하드" 페이월을 설치하고 계속 유지해왔다. 이 신문은 계속해서 널리 읽혔으며, 2007년 중반까지 백만 명이 넘는 사용자를 확보했고, 2008년 3월에는 1,500만 명의 방문자를 기록했다.
2010년, 월스트리트 저널의 발자취를 따라 더 타임스 (런던)는 "하드" 페이월을 도입했다. 이는 월스트리트 저널과 달리 더 타임스는 일반 뉴스 사이트였기 때문에 논란이 되었는데, 사용자들은 돈을 지불하기보다는 다른 곳에서 무료로 정보를 찾을 것이라는 의견이 있었다. 이 페이월은 실제로 성공도 실패도 아니었다고 평가받았는데, 105,000명의 유료 방문자를 유치했다. 반면 가디언은 페이월 사용에 반대하며 "열린 인터넷에 대한 믿음"과 "공동체에 대한 관심"을 이유로 들었다. 이는 페이월 도입 후 더 타임스 사이트에서 차단되어 가디언으로 온라인 뉴스를 찾으러 온 독자들을 환영하는 기사에서 찾아볼 수 있는 설명이다. 가디언은 그 이후로 오픈 API와 같은 다른 수익 증대 사업을 시도했다. 뉴욕 타임스를 비롯한 다른 신문들은 다양한 페이월의 도입과 철회를 오갔다. 온라인 뉴스는 비교적 새로운 매체이므로, 온라인 뉴스 소비자를 만족시키면서 수익을 유지하기 위해서는 실험이 중요하다고 제안되었다.
일부 페이월 구현은 성공적이지 못했고, 결국 제거되었다. 페이월 모델에 회의적인 전문가들 중에는 애리애나 허핑턴도 있는데, 그녀는 2009년 더 가디언 기사에서 "페이월은 역사"라고 선언했다. 2010년에는 위키백과 공동 창립자 지미 웨일스가 더 타임스의 페이월을 "어리석은 실험"이라고 불렀다고 전해진다. 한 가지 큰 우려는 콘텐츠가 너무 널리 제공되면서 잠재적 구독자들이 뉴스를 위해 무료 출처로 전환할 수 있다는 점이었다. 초기 구현의 부정적인 영향에는 트래픽 감소와 낮은 검색 엔진 최적화가 포함되었다.
페이월은 논란의 여지가 많아졌고, 지지자들은 페이월이 수익을 창출하는 효과와 미디어 전반에 미치는 영향에 대해 논쟁을 벌였다. 페이월 비판자들 중에는 많은 기업인, 미디어 교수 제이 로젠과 같은 학자, 그리고 하워드 오웬스와 기가옴의 미디어 분석가 매튜 잉그램 같은 언론인들이 있다. 페이월의 잠재력을 보는 사람들은 투자자 워렌 버핏, 전 월스트리트 저널 발행인 고든 크로비츠, 미디어 거물 루퍼트 머독 등이 있다. 일부는 페이월에 대한 의견을 바꾸기도 했다. 로이터의 펠릭스 새먼은 처음에는 페이월에 대해 노골적인 회의론자였으나, 나중에는 효과적일 수 있다는 의견을 표명했다. 뉴욕 대학교 미디어 이론가인 클레이 셔키는 처음에는 페이월에 회의적이었으나, 2012년 5월에 "[신문은] 뉴욕 타임스가 구현한 것과 같은 디지털 구독 서비스를 통해 가장 충성스러운 독자들로부터 수입을 얻어야 한다"고 썼다.

## 종류
세 가지 주요 페이월 모델이 등장했다. 즉, 무료 콘텐츠를 전혀 허용하지 않고 콘텐츠를 읽고, 듣고, 보려면 즉시 결제를 요구하는 하드 페이월, 개요나 요약과 같은 일부 무료 콘텐츠를 허용하는 소프트 페이월, 그리고 독자가 특정 기간 동안 특정 수의 무료 기사에 접근할 수 있도록 하여 사용자가 구독하지 않고도 볼 수 있는 유연성을 제공하는 미터제 페이월이다.

### "하드" 페이월
더 타임스가 사용하는 "하드" 페이월은 온라인 콘텐츠에 접근하기 전에 유료 구독을 요구한다. 이러한 디자인의 페이월은 콘텐츠 제공자에게 가장 위험한 옵션으로 간주된다. 웹사이트는 온라인 잠재 고객과 광고 수익의 90%를 잃는 대신, 구독자를 유치할 만큼 매력적인 온라인 콘텐츠를 제작하여 다시 회복할 수 있다고 추정된다. "하드" 페이월을 가진 뉴스 사이트는 다음을 충족할 때 성공할 수 있다.
- 콘텐츠에 부가가치를 제공할 것
- 틈새 시장의 잠재 고객을 대상으로 할 것
- 이미 해당 시장을 장악하고 있을 것[25]

많은 전문가들은 "하드" 페이월이 유연성이 부족하여 사용자에게 큰 걸림돌이 된다고 비난한다. 금융 블로거 펠릭스 새먼은 "페이월을 만나서 지나갈 수 없으면, 그냥 떠나고 실망감을 느낀다"고 썼다. 온라인 백과사전 위키백과의 창립자 지미 웨일스는 "하드" 페이월의 사용이 사이트의 영향력을 감소시킨다고 주장했다. 웨일스는 "하드" 페이월을 구현함으로써 더 타임스가 "자체적으로 무의미해졌다"고 말했다. 더 타임스는 잠재적으로 수익을 늘렸지만, 트래픽은 60% 감소했다.

### "소프트" 페이월

이 가상의 예시에서 사용자는 구독하기 전에 7개의 기사를 무료로 더 읽을 수 있다.

"소프트" 페이월은 미터제 모델이 가장 잘 보여준다. 미터제 페이월은 유료 구독을 요구하기 전에 사용자가 특정 수의 기사를 볼 수 있도록 허용한다. 페이월 외부에서 특정 콘텐츠에 대한 접근을 허용하는 사이트와 달리, 미터제 페이월은 사용자가 설정된 한도를 초과하지 않는 한 모든 기사에 접근할 수 있도록 허용한다. 파이낸셜 타임스는 사용자가 유료 구독자가 되기 전에 10개의 기사에 접근할 수 있도록 허용한다. 뉴욕 타임스는 논란의 여지가 있는 미터제 페이월을 2011년 3월에 도입하여 사용자가 유료 구독 전에 한 달에 20개의 무료 기사를 볼 수 있게 했으며, 2012년 4월에는 무료 기사 수를 한 달에 10개로 줄였다. 그들의 미터제 페이월은 소프트할 뿐만 아니라 "다공성"이라고 정의되었는데, 이는 소셜 미디어 사이트에 게시된 모든 링크에 접근할 수 있고, 검색 엔진을 통해 접근할 경우 하루에 최대 25개의 무료 기사를 볼 수 있기 때문이다.
이 모델은 신문이 "가벼운 사용자로부터 트래픽을 유지"하도록 설계되어 신문이 방문자 수를 높게 유지하면서 사이트의 헤비 사용자로부터 발행 수익을 얻을 수 있게 한다. 이 모델을 사용하여 뉴욕 타임스는 첫 3개월 동안 224,000명의 구독자를 확보했다. 2011년 3분기에 수익을 보고한 후 많은 사람들이 페이월을 성공이라고 선언했지만, 미디어시프트의 앤 넬슨은 수익 증가가 "일시적"이며 "주로 감축과 자산 매각의 조합에 기반"한다고 말했다.
구글 검색은 이전에 "첫 클릭 무료(First Click Free)"라는 정책을 시행했는데, 이는 페이월이 있는 뉴스 웹사이트가 구글 검색이나 구글 뉴스의 결과로 접근할 수 있는 최소한의 기사 수(초기에는 5개, 나중에는 3개)에 대해 미터제 페이월을 적용해야 한다는 것이었다. 해당 사이트는 페이지를 통해 접근할 수 있는 다른 기사에 대해서는 여전히 페이월을 설정할 수 있었다. 이는 출판사들이 자신의 기사를 구글의 웹 크롤러에 의해 색인되도록 장려하여, 구글 검색과 구글 뉴스에서의 노출을 높였다. "첫 클릭 무료" 정책을 선택하지 않은 사이트는 구글의 페이지랭크 순위에서 강등되었다. 구글은 2017년에 이 정책을 중단하며, 출판사들이 구독을 자사 플랫폼에 통합하는 데 도움이 되는 추가 도구를 제공한다고 밝혔다.

### 조합
"프리미엄" 페이월 전략은 기본 콘텐츠에는 무료 접근을 제공하지만, 프리미엄 콘텐츠에는 결제를 요구하는 부드러운 유형의 페이월이다. 이러한 전략은 "두 가지 범주의 창출로 이어질 수 있다고 한다. 즉, 무료로 제공되는 저렴한 콘텐츠(종종 신입 직원이 제작)와 더 '고귀한' 콘텐츠이다." 이러한 분리는 온라인 뉴스 매체의 평등주의에 대한 의문을 제기한다. 정치 및 미디어 이론가 로버트 A. 해켓에 따르면, "1800년대의 상업 언론, 즉 현대 세계 최초의 대중 매체는 심오한 민주적 약속을 가지고 탄생했다. 이는 두려움이나 편파 없이 정보를 제공하고, 모든 사람이 접근할 수 있게 하며, 관련 사실에 대한 동등한 접근에 기반한 공공 이성을 육성하는 것이다."
보스턴 글로브는 2011년 9월 이 전략의 한 버전을 구현했다. 이들은 두 번째 웹사이트인 BostonGlobe.com을 개설하여, 다른 지역 스포츠 웹사이트와의 경쟁을 위해 대부분의 스포츠 콘텐츠를 제외하고는 하드 페이월 뒤에 신문 콘텐츠만 제공했다. 이전 보스턴 글로브 웹사이트인 Boston.com은 커뮤니티 뉴스, 스포츠, 라이프스타일 콘텐츠, 그리고 엄선된 보스턴 글로브 콘텐츠에 더 큰 초점을 맞춰 다시 시작되었다. 신문 편집장 마틴 배런은 두 서비스를 "두 가지 종류의 독자를 위한 두 가지 다른 사이트"라고 설명하며, "어떤 사람들은 저널리즘에 자금이 지원되고 비용이 지불되어야 한다는 것을 이해한다. 다른 사람들은 그냥 돈을 내지 않을 것이다. 우리는 그들을 위한 사이트가 있다."고 말했다. 2014년 3월까지 이 사이트는 60,000명 이상의 디지털 구독자를 확보했으며, 그 시점에 글로브는 하드 페이월을 미터제 시스템으로 대체하여 사용자가 30일 동안 10개의 기사를 무료로 읽을 수 있도록 할 것이라고 발표했다. 보스턴 글로브 편집장 브라이언 맥그로리는 사이트의 프리미엄 콘텐츠를 미리 볼 수 있는 기능이 더 많은 사람들에게 서비스 구독을 장려할 것이라고 믿었다. 동시에 맥그로리는 Boston.com에 "보스턴의 감성을 더 잘 담아내는 날카로운 목소리"로 더 명확한 편집 초점을 부여할 계획을 발표했으며, 블로그와 같은 글로브 작가의 다른 콘텐츠는 Boston.com에서 신문 웹사이트로 옮기되 무료로 유지할 것이라고 밝혔다.

### 쿠키 페이월
"쿠키 페이월"은 콘텐츠에 접근하려면 비용을 지불하거나, 무료로 접근하려면 타겟 광고 및 제3자 쿠키를 수락해야 하는 쿠키 배너이다. 이 기술이 일반 데이터 보호 규칙과 같은 데이터 보호법과 호환되는지는 논란의 여지가 있으며, 여러 데이터 보호 기관은 다른 지침을 설정했다.
이탈리아, 오스트리아, 프랑스, 덴마크와 같은 국가에서는 웹사이트가 사용자에게 쿠키 또는 기타 추적 도구의 저장 및 사용에 동의하지 않고 동등한 콘텐츠 또는 서비스에 접근할 수 있는 옵션을 제공하고, 사이트 구독료가 사용자의 자유로운 선택을 제한하지 않을 정도로 적당하고 공정한 경우 합법적이다.

## 반응

### 산업
페이월 도입에 대한 업계의 반응은 엇갈렸다. 페이월에 대한 대부분의 논의는 비즈니스 벤처로서의 성공 또는 실패에 초점을 맞추고 있으며, 정보에 입각한 대중을 유지하는 데 대한 윤리적 함의는 간과한다. 페이월 논쟁에서 페이월 도입을 "모래주머니 전략"으로 보는 사람들이 있는데, 이는 단기적으로는 수익 증대에 도움이 될 수 있지만, 신문 산업의 미래 성장을 촉진하지는 못하는 전략이라는 것이다. 특히 "하드" 페이월의 경우, 신문이 틈새 시장의 잠재 고객을 대상으로 하지 않는 한 부정적인 영향(독자 수 감소)이 잠재적 수익보다 크다는 업계의 공감대가 있는 것으로 보인다.
페이월을 사용하여 쇠퇴하는 신문 수익을 활성화하는 데 낙관적인 시각을 유지하는 사람들도 있다. 그러나 페이월 도입이 성공할 것이라고 믿는 사람들은 끊임없이 의견에 불확실성을 덧붙인다. 빌 미첼은 페이월이 새로운 수익을 창출하고 현재 독자를 막지 않으려면 신문이 "유연한 시스템에 투자하고, 저널리스트의 틈새 분야 전문 지식을 활용하며, 무엇보다도 독자들에게 새로운 가치 측면에서 돈값을 하는 것을 제공해야 한다"고 말한다. 스테이트 오브 더 뉴스 미디어(State of the News Media)의 2011년 미국 저널리즘 연례 보고서는 다음과 같은 포괄적인 주장을 한다. "재정적으로 생존하려면, 뉴스 운영의 비즈니스 측면에서 합의된 내용은 뉴스 사이트가 광고를 더 스마트하게 만들 뿐만 아니라 콘텐츠에 대해 요금을 부과하고 디스플레이 광고 및 구독 외에 새로운 수익 흐름을 발명해야 한다는 것이다." 페이월의 전반적인 성공을 믿지 않는 사람들도 수익성 있는 미래를 위해 신문이 부가가치가 있는 더 매력적인 콘텐츠를 생성하기 시작하거나 새로운 수익원을 조사해야 한다는 것을 인식한다.
페이월 지지자들은 페이월이 소규모 출판사가 유지하는 데 결정적일 수 있다고 믿는다. 그들은 광고 수익의 90%가 상위 50개 출판사에 집중되어 있기 때문에, 소규모 운영사는 대규모 사이트처럼 전통적인 광고 지원 무료 콘텐츠 모델에 의존할 수 없다고 주장한다. 많은 페이월 지지자들은 또한 사람들이 양질의 콘텐츠에 대해 기꺼이 소액을 지불할 의사가 있다고 주장한다. 2013년 3월 벤추어비트에 게재된 게스트 게시물에서 미디어패스의 맬컴 카셀은 수익화가 "일종의 자기 실현적 예언이 될 것"이라고 믿는다고 말했다. 즉, 사람들이 콘텐츠에 대해 돈을 지불하면, 그 돈이 전체 콘텐츠를 더욱 개선하는 데 다시 투자될 것이라는 것이다.
2013년 4월, 미국신문협회는 2012년 산업 수익 보고서를 발표했는데, 일간 신문의 발행 수익이 5% 증가하여 10년 만에 처음으로 발행 성장을 기록했다. 디지털 전용 발행 수익은 275% 증가했고, 인쇄 및 디지털 번들 발행 수익은 499% 증가했다고 보고되었다. 인쇄와 온라인을 결합한 구독으로의 전환과 함께 인쇄 전용 발행 수익은 14% 감소했다. 이 소식은 디지털 구독이 신문의 장기적인 생존을 확보하는 데 핵심이 될 것이라는 커지는 믿음을 뒷받침한다.
2019년 5월, 옥스퍼드 대학교 로이터 저널리즘 연구소의 연구에 따르면 페이월에 대한 논란에도 불구하고 유럽과 미국 전역에서 페이월이 증가하고 있는 것으로 나타났다. 펠릭스 시몬과 루카스 그레이브스의 연구에 따르면, 2019년 현재 EU와 미국 전역의 주요 신문사(69%)는 어떤 종류의 온라인 페이월을 운영하고 있으며, 이는 연구원들에 따르면 2017년 이후 증가하는 추세로, 미국은 60%에서 76%로 증가했다.

### 독자
페이월 도입에 대한 일반 사용자 반응은 독자들의 온라인 뉴스 읽기 습관을 분석한 최근 여러 연구를 통해 측정되었다. 캐나다 미디어 연구 컨소시엄이 수행한 "캐나다 소비자는 온라인 뉴스에 비용을 지불할 의사가 없다"는 연구는 페이월에 대한 캐나다의 반응을 직접적으로 보여준다. 1,700명의 캐나다인을 대상으로 한 설문조사에서, 온라인으로 뉴스를 읽는 참가자의 92%는 자신이 선호하는 사이트에 비용을 지불하는 것보다 무료 대안을 찾는 것을 선호했으며(미국인의 82%와 비교), 81%는 자신이 선호하는 온라인 뉴스 사이트에 절대 비용을 지불하지 않을 것이라고 답했다. 유료 콘텐츠에 대한 참가자들의 좋지 않은 반응을 바탕으로, 이 연구는 미디어 전문가들의 의견과 유사하게, 월스트리트 저널이나 타임스와 같은 주요 신문을 제외하고는 "현재의 대중적 태도를 고려할 때, 대부분의 출판사들은 수익 해결책을 다른 곳에서 찾아야 할 것"이라고 결론 내린다.
세계 신문사 협회의 엘리자베스 베니테즈가 멕시코, 유럽, 미국에서 355명의 참가자를 대상으로 실시한 연구에 따르면, "젊은 독자들은 월 디지털 뉴스 구독에 최대 6유로를 지불할 의사가 있으며, 이는 국가별 평균 가격(14.09유로)보다 50% 낮은 수치이다. 로이터 저널리즘 연구소(시몬과 그레이브스, 2019)에 따르면, 14.09유로는 6개 유럽 국가와 미국의 월 평균 구독 가격이다."
독일과 오스트리아 뉴스 웹사이트 21곳의 독자 행동을 기반으로 한 연구는 어떤 페이월 전략이 독자들이 구독 과정을 시작하고 완료하는 데 관련이 있는지 조사했다. 이 연구는 도입 문단("덱" 또는 "스탠드퍼스트"라고도 함)이 표시된 페이월 기사에서 방문자가 "지금 구독" 버튼을 클릭할 확률이 현저히 감소한다는 것을 발견했다. 연구자들은 또한 할인을 제공하는 것이 사람들이 구독료를 지불할 가능성을 상당히 높인다는 것을 발견했다. 다른 구독 제안—전자 신문, 기본 구독 가격, 체험 기간 및 비용, 스마트 기기 또는 작은 선물 제공—은 대부분 구독 결정과 관련이 없었다.

## 윤리적 함의

### 온라인 공론장의 쇠퇴
해켓은 "인터넷상의 포럼 [...]은 전문화되거나 소규모의 공론장으로 기능할 수 있다"고 주장한다. 과거 인터넷은 일반 대중이 모여 관련 뉴스 문제를 논의하기에 이상적인 장소였다. 이는 처음에는 온라인 뉴스 콘텐츠에 대한 무료 접근을 통해, 그리고 나중에는 콘텐츠에 댓글을 달 수 있는 기능을 통해 가능해졌다. 페이월을 설치하는 것은 온라인 뉴스를 읽고 공유하는 능력을 제한함으로써 대중의 개방적인 의사소통을 제한한다.
페이월이 온라인 공론장에 대한 동등한 접근을 제한하는 명백한 방법은 비용을 요구하여 비용을 지불하고 싶지 않은 사람들을 단념시키고, 비용을 지불할 수 없는 사람들을 온라인 토론에서 배제하는 것이다. 2011년 10월 영국의 인디펜던트가 외국 독자들에게만 페이월을 설치하면서 동등한 접근 제한은 새로운 극단으로 치달았다. 온라인 뉴스 매체는 공론장의 일반적인 도달 범위를 넘어 전 세계적인 연결을 만들 수 있는 능력을 입증했다. 『민주화하는 글로벌 미디어』에서 해켓과 글로벌 커뮤니케이션 이론가 웨이즈 자오는 "인터넷 시대에 새로운 미디어 민주화 물결이 일어나 민주적 커뮤니케이션을 위한 초국가적 시민사회 네트워크를 촉진했다"고 설명한다.
페이월 사용은 온라인 구독이 전통적인 인쇄 신문처럼 공유될 수 없다는 점에 대해 온라인 뉴스 독자들로부터 많은 불만을 받아왔다. 인쇄 신문은 친구와 가족 사이에 공유될 수 있지만, 온라인 구독 공유 뒤의 윤리는 물리적인 대상이 없기 때문에 덜 명확하다. 뉴욕 타임스의 "윤리학자" 칼럼니스트 아리엘 카미너는 온라인 구독 공유 문제에 대해 "배우자나 어린 자녀와 공유하는 것은 한 가지 문제이고, 다른 곳에 사는 친구나 가족과 공유하는 것은 다른 문제"라고 말한다. 카미너의 답변에 이어진 독자들의 댓글은 인쇄 신문 비용 지불과 온라인 구독 비용 지불 사이의 이분법에 초점을 맞춘다. 인쇄 신문의 접근 용이성은 더 많은 사람들이 한 부를 읽을 수 있다는 것을 의미했고, 신문을 읽는 모든 사람이 구독 등록이나 비용 지불의 번거로움 없이 편집자에게 편지를 보낼 수 있었다. 따라서 페이월 사용은 개인적인 영역과 온라인 영역 모두에서 의사소통을 차단한다. 이러한 의견은 온라인 뉴스 독자뿐만 아니라 오피니언 칼럼니스트들도 가지고 있다. 지미 웨일스는 "읽힐 곳에 [오피니언 칼럼을] 쓰고 싶다"며 "오피니언 칼럼을 페이월 뒤에 두는 것은 말이 안 된다"고 선언한다.
미국에서는 고품질 출판물의 페이월 사용이 우익 관점, 음모론, 가짜 뉴스를 홍보하는 페이월이 없는 온라인 매체의 도달 범위를 확대했다는 관찰이 있었다.

### 정보에 접근하기 위한 비용 지불
개인이 온라인에서 뉴스 콘텐츠에 접근하는 것을 돈을 내지 않고는 막는 페이월의 사용은 수많은 윤리적 질문을 불러일으킨다. 해켓에 따르면, 미디어는 이미 "시민들에게 관련 시민 정보에 대한 즉각적인 접근을 제공하지 못하고 있다." 이전에 무료였던 뉴스 콘텐츠에 페이월을 도입하는 것은 의도적인 보류를 통해 이러한 실패를 심화시킨다. 해켓은 "정보의 상업화와 상업 미디어의 광고 수익 의존"과 같은 "일반적인 문화적, 경제적 메커니즘"을 미디어 성과에 가장 큰 영향을 미치는 두 가지 요인으로 꼽는다. 해켓에 따르면, 이러한 문화적, 경제적 메커니즘은 "평등이라는 민주적 규범의 위반을 야기한다." 페이월의 도입은 해켓이 언급한 두 가지 메커니즘을 다루며 밀접하게 연결시킨다. 페이월은 뉴스 콘텐츠를 상업화하여 독자와 인쇄 신문의 광고 증가된 발행 부수 모두로부터 수익을 얻으려 한다. 이러한 메커니즘의 결과는 해켓이 언급한 대로 "관련 [뉴스] 사실에 대한 동등한 접근"의 방해이다.
정보의 상업화—즉, 뉴스를 구매해야 하는 제품으로 만드는 것—는 신문의 평등주의적 창립 원칙을 제한한다. 에디터스 웹로그 기자 캐서린 트래버스는 워싱턴 포스트의 미래에 대해 논의하는 게시물에서 이 문제에 대해 언급하며, "디지털 구독이 가끔씩 종이 신문 한 부에 몇 달러를 청구하는 것만큼 허용되는가?"라고 묻는다. 구독료는 오랫동안 인쇄 신문에 부과되어 왔지만, 다른 모든 형태의 뉴스는 전통적으로 무료였다. 이에 비해 온라인 뉴스는 무료 배포 매체로 존재해 왔다. 포인터의 디지털 미디어 연구원 제프 손더맨은 페이월이 만드는 윤리적 긴장을 설명한다. 손더맨은 "[신문은] 기업으로서, 동시에 공공의 이익에 봉사하는 역할을 한다. 영리 기업으로서, 주주나 개인 소유주를 위해 돈을 벌 권리(심지어 의무)가 있다. 그러나 대부분은 또한 사회적 계약을 주장하며, 그 안에서 그들은 전체 공공의 이익을 보호하고 전체 공동체가 공유된 가치를 형성하고 이해하도록 돕는다."라고 설명한다.

## 대응 전략

### 신문사가 페이월을 비활성화하는 경우
일부 신문은 비상사태 관련 콘텐츠에 대한 페이월을 해제했다. 2011년 8월 말 허리케인 아이린이 미국 동해안을 강타했을 때, 뉴욕 타임스는 온라인 및 모바일 기기를 통해 접근하는 모든 폭풍 관련 보도를 독자들에게 무료로 제공할 것이라고 발표했다. 뉴욕 타임스의 편집국장 보좌관 제프 로버츠는 신문의 결정에 대해 "우리는 대규모 인구에 직접적인 영향을 미치는 큰 이야기가 있을 때 독자와 일반 대중에 대한 우리의 의무를 인식하고 있다"고 말했다. 페이월 제거를 논의하는 자신의 기사에서 손더맨은 뉴욕 타임스의 조치를 칭찬하며, 출판사가 "자신의 뉴스 회사에 가장 좋은 비즈니스 전략으로 페이월을 채택하더라도, 일부 기사나 주제는 구독하지 않는 사람들에게 제공하는 것이 무책임할 정도로 중요성과 긴급성을 가질 수 있다"고 말한다.
마찬가지로 2020년에는 수많은 언론사들이 코로나19 범유행 관련 기사를 공공 서비스 차원에서 페이월에서 제외하고, 바이러스 관련 허위 정보에 대응했다. 2020년 4월, 캐나다 신문 그룹인 포스트미디어는 더 나아가 패스트 푸드 체인의 후원을 받아 2020년 4월에 모든 콘텐츠에 대한 페이월을 일시적으로 제거했다.

### 새로운 수익 이니셔티브
페이월 성공 여부와 관계없이 신문의 재정적 성공을 위해서는 새로운 수익원을 찾아야 한다는 압도적인 의견을 고려할 때, 새로운 비즈니스 이니셔티브를 강조하는 것이 중요하다. 포인터 미디어 전문가 빌 미첼에 따르면, 페이월이 지속 가능한 수익을 창출하려면 신문은 온라인 콘텐츠에 "새로운 가치"—더 높은 품질, 혁신 등—를 창출해야 하며, 이는 이전에 무료였던 콘텐츠가 제공하지 못했던 결제 가치를 부여한다. 페이월을 세우는 것 외에도, 신문들은 태블릿 및 모바일 뉴스 상품을 점점 더 많이 활용하고 있지만, 이들의 수익성은 아직 불확실하다. 뉴욕 타임스가 개척한 또 다른 전략은 기존 콘텐츠를 e북과 특별 기사 상품으로 묶어 독자들에게 매력적인 상품을 만들어 새로운 수익을 창출하는 것이다. 이러한 패키지의 매력은 주제뿐만 아니라 저자와 광범위한 취재 범위에 있다. 기자 매튜 잉그램에 따르면, 신문은 이러한 특별 상품으로부터 두 가지 방식으로 이득을 얻을 수 있는데, 첫째는 기념일이나 중요한 사건처럼 새로운 관심이 생길 때 기존 콘텐츠를 활용하는 것이고, 둘째는 일반적인 관심사를 다루는 패키지를 만드는 것이다. 예를 들어, 뉴욕 타임스는 야구, 골프, 디지털 혁명에 대한 패키지, 주로 e북을 만들었다.
또한, 디지털 미디어에서 페이월의 성공적인 구현은 다음과 같은 경험 법칙을 따른다. 광고 수익이 감소하면 구독 모델 및 페이월을 채택할 견고한 기회가 생긴다.

### 대안적 수익 이니셔티브: 오픈 API
오픈 API (애플리케이션 프로그래밍 인터페이스)는 온라인 뉴스 사이트를 "신문사]]가 다른 방식으로 가치를 창출할 수 있는 데이터 및 정보 플랫폼"으로 만든다. API를 개방하면 신문의 데이터를 외부 소스에서 사용할 수 있게 되어 개발자와 다른 서비스가 비용을 지불하고 신문사의 콘텐츠를 활용할 수 있게 된다. 가디언은 "열린 인터넷에 대한 믿음"을 지키며, 오픈 API 사용을 실험해왔다. 가디언은 세 단계 시스템으로 작동하는 "열린 플랫폼"을 만들었다.
1. 기본/무료 – 가디언의[75] 콘텐츠는 개인적이고 비상업적인 용도로 누구나 무료로 사용할 수 있다.
2. 상업적 – 개발자가 관련 광고를 유지하는 데 동의하면 API 콘텐츠를 사용할 수 있는 상업적 라이선스를 이용할 수 있다.
3. 맞춤형 계약 – 개발자는 신문사와 협력하여 특정 데이터를 사용하여 서비스 또는 앱을 만들 수 있으며, 그 수익은 공유된다.[74]

오픈 API는 페이월처럼 위험 부담이 크지만, 언론인 매튜 잉그램은 오픈 API 사용이 "정보의 개방적 교환 및 온라인 미디어 세계의 다른 측면에서 이익을 얻는 것을 목표로 하는 반면, 페이월은 신문이 한때 누렸던 인공적인 정보 희소성을 만드는 시도"라고 윤리적으로 지적한다. 오픈 API는 뉴스 콘텐츠를 대중에게 무료로 유지하면서, 신문은 다른 기업에 데이터의 품질과 유용성으로 이익을 얻는다. 오픈 API 전략은 뉴스룸이 지속적으로 새로운 수익 수단을 조사하고 탐구해야 하는 부담을 덜어준다는 점에서 칭찬할 만하다. 대신, 오픈 API 전략은 사이트의 콘텐츠와 데이터에 매력을 느끼는 뉴스룸 외부 사람들의 관심과 아이디어에 의존한다.

### 독자의 페이월 우회
독자들은 때때로 브라우저 설정을 변경(예: 자바스크립트를 비활성화하여 페이월을 우회하는 페이월)하거나 12ft와 같은 타사 도구를 사용하여 페이월을 우회할 수 있다. 페이월을 우회하는 독자 수에 대한 데이터는 페이월을 우회하는 데 사용되는 다양한 옵션 때문에 출판사에게 종종 불분명하며, 출판사의 반응은 엇갈렸다. 2023년, 파이낸셜 타임스는 페이월 우회에 대해 거의 우려하지 않는다고 밝혔는데, 이는 독자의 극히 일부만이 페이월을 우회하고 있다고 판단했기 때문이다. 반면 보스턴 글로브는 2019년 페이월 허점을 막은 후 구독자 수가 세 배로 증가했다.
2018년 11월, 모질라는 페이월을 우회하는 브라우저 확장인 Bypass Paywalls를 파이어폭스 추가 기능 스토어에서 서비스 약관 위반으로 제거했다. 브라우저 확장인 Bypass Paywalls Clean도 2023년 파이어폭스 추가 기능 스토어에서 제거되었으며, 2024년에는 깃랩과 깃허브 소프트웨어 호스팅 서비스에서도 제거되었다.

#### 페이월 우회의 법적 함의
타사 도구를 사용하거나 사용하지 않고 디지털 페이월을 우회하는 것이 DMCA 우회 방지 조항을 위반하는지는 여전히 불분명하다. 뉴욕 대학교 로 리뷰에서 테레사 M. 트루프슨은 Chamberlain v. Skylink와 MDY Industries v. Blizzard Entertainment의 다른 해석을 비교한다. 전자의 경우, 연방 항소 법원은 접근 보호 조치를 우회하는 행위가 라이선스 없이 기사를 복사하거나 배포하는 것과 같이 침해와 합리적으로 관련이 있는 경우에만 DMCA를 위반한다고 판결했다. 후자의 경우, 제9 항소 법원은 저작권 침해 여부와 관계없이 우회 행위 자체가 DMCA에 따라 금지된다고 판결했다.

## 중단된 페이월 이니셔티브
뉴욕 타임스 — 타임스셀렉트
원래의 온라인 구독 프로그램인 타임스셀렉트는 새로운 수익원을 창출하기 위한 노력으로 2005년에 시행되었다. 타임스셀렉트는 신문 아카이브에 대한 온라인 접근을 위해 연간 49.95달러 또는 월 7.95달러를 청구했다. 2007년에 유료 구독으로 1,000만 달러를 벌었지만, 온라인 광고 성장에 비해 성장 예측은 낮았다. 2007년, 뉴욕 타임스는 1980년 이후 아카이브에 대한 페이월을 해제했다. 1980년 이전 기사의 PDF는 여전히 페이월 뒤에 있지만, 대부분의 기사에 대한 개요는 무료로 제공된다.
디 애틀랜틱
원래 온라인 콘텐츠는 인쇄 구독자에게만 제공되었다. 이는 2008년 편집장 제임스 베넷의 감독 하에 잡지를 다중 플랫폼 비즈니스로 리브랜딩하기 위한 노력으로 변경되었다. 디 애틀랜틱은 2019년 9월 5일에 소프트 페이월을 재도입하여 독자들이 매달 5개의 무료 기사를 볼 수 있도록 했으며, 그 이후에는 기사를 보려면 구독이 필요했다.
존스턴 프레스
2009년 11월, 300개가 넘는 타이틀을 발행하는 영국의 지역 출판사는 Carrick Gazette와 위트비 가제트를 포함한 6개 지역 신문 웹사이트에 페이월을 설치했다. 이 모델은 2010년 3월에 중단되었는데, 4개월 동안 유료 구독자 증가는 한 자릿수 후반에 불과했다고 한다.
오그던 신문사
2014년, 2015년, 그리고 2016년 대부분 동안 오그던 신문사의 일간 신문들은 페이월 뒤에 있었다. 이 시스템은 티저 헤드라인과 기사의 첫 문단을 표시했다. 유료 구독자는 신문의 전자판뿐만 아니라 스마트폰 및 태블릿 앱을 통해 출판물에 접근할 수 있었다. 오그던의 신문들은 2016년 11월에 페이월을 제거하기 시작했으며, 동시에 재설계된 모바일 및 태블릿 친화적인 웹사이트를 출시했다.
쿼츠
2022년 4월, 미국 주요 경제 뉴스 웹사이트 중 하나인 쿼츠가 2019년부터 운영해온 페이월을 해제했다. 이 실험은 출판사의 수익 대부분이 여전히 유료 구독자가 아닌 광고에서 나온다는 것을 보여주었다. 쿼츠 웹사이트의 모든 정보는 무료로 제공된다. 멤버십 옵션은 주간 주요 뉴스 항목에 대한 분석 및 통찰력이 담긴 독점 편집 뉴스레터를 받고자 하는 사람들을 위한 것이다.

## 같이 보기
- 속성 기반 접근 제어
- 콘텐츠 관리 소프트웨어
- 디지털 권리 관리
- 학술 출판 금지령
- 프리미엄 (사업 모형)
- 오픈 액세스
- 페이사이트
- 원하는 만큼 지불
- TV 에브리웨어

## 더 읽어보기
- Ananny, Mike; Bighash, Leila (2016). 《Why Drop a Paywall? Mapping Industry Accounts of Online News Decommodification》. 《International Journal of Communication》 10. 3359–3380쪽.
- Arrese, Ángel (2015). 《From Gratis to Paywalls》. 《Journalism Studies》 17. 1051–1067쪽. doi:10.1080/1461670X.2015.1027788. S2CID 146390006.
- Myllylahti, Merja (2013). 《Newspaper Paywalls–the Hype and the Reality》. 《Digital Journalism》 2. 179–194쪽. doi:10.1080/21670811.2013.813214. S2CID 166744924.
- Socolow, Michael J. (2010). 《'We should make money on our news?': The problem of profitability in network broadcast journalism history》. 《Journalism》 11. 675–691쪽. doi:10.1177/1464884910379707. S2CID 144035502.
- Li, Sheng et al. (2016). "The Optimal Pricing Model of Digital Music: Subscription, Ownership or Mixed?" https://dx.doi.org/10.2139/ssrn.2884252
- “Publishers: Best paywall examples of 2022”, 《Whatsnewinpublishing.com》, 2022년 8월 15일, 2022년 8월 16일에 원본 문서에서 보존된 문서